# Hohe Börde
Hohe Börde es un municipio situado en el distrito de Börde, en el estado federado de Sajonia-Anhalt (Alemania). Su población a finales de 2015 era de unos 18 200 habitantes y su densidad poblacional, 110 hab/km².
Se encuentra a poca distancia al sur del río Ohre, un afluente por la izquierda del río Elba.